# Palpimanus uncatus
Palpimanus uncatus là một loài nhện trong họ Palpimanidae. Loài này được phát hiện ở Egypte, Thổ Nhĩ Kỳ en Griekenland.